# Vad blir det för mat?
Vad blir det för mat? är ett svenskt matprogram som visades i omgångar från 2007 till 2017 i TV4 Plus och TV4 där skådespelaren Per Morberg är programledare och kock.
I programmet som utspelas i Morbergs hem i Södermanland lagar Per Morberg svensk husmanskost från grunden och bjuder ofta in gäster på middag.